# Batteristranda

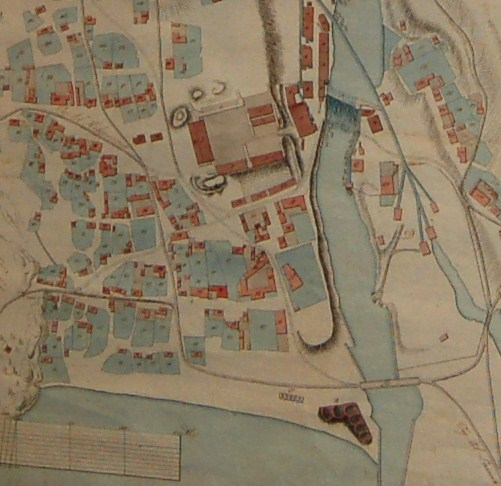
Gammal karta från området uppvisad på Fritzøe Museum: kanonbatteriet nere till höger i bilden, Fritzøe järnverk rakt norrut.

Batteristranda eller Batteritomta är en centralt belägen sandstrand mitt inne i Larviksfjorden, på Langestrand i Larvik i Vestfold. Den är en populär badstrand under sommarsäsongen. Namnet kommer av ett gammalt kustbatteri med flera kanoner som lades här på tidigt 1700-tal. Fritzøe järnverk låg här, och i tider med stridigheter skulle batteriet försvara och säkra järnverket, som bland annat producerade både kanoner och kulor.
Det hittades två gamla skeppsvrak här i förbindelse med grundarbetena för det nya hotellet i september 2007.

## Hotell
När firman Fritzøe Eiendom planerade att bygga ett stort spahotell, Farris Bad, på delar av Batteristranda, splittrades lokalsamhället. Över 5 000 underskrifter samlades in mot hotellplanen, och det kom senare också invändningar från Fylkesmannen i Vestfold – men stadsrådet i Larvik upprätthöll likväl bygglovet. Det samlades också in över 10 000 underskrifter för hotellet som skickades till Miljøverndepartementet. Utbyggnadsfallet skickades till slutligt beslut centralt hos Miljøverndepartementet – som visade sig ha godkänt planen. Spahotellet öppnades våren 2009.

## Bildgalleri

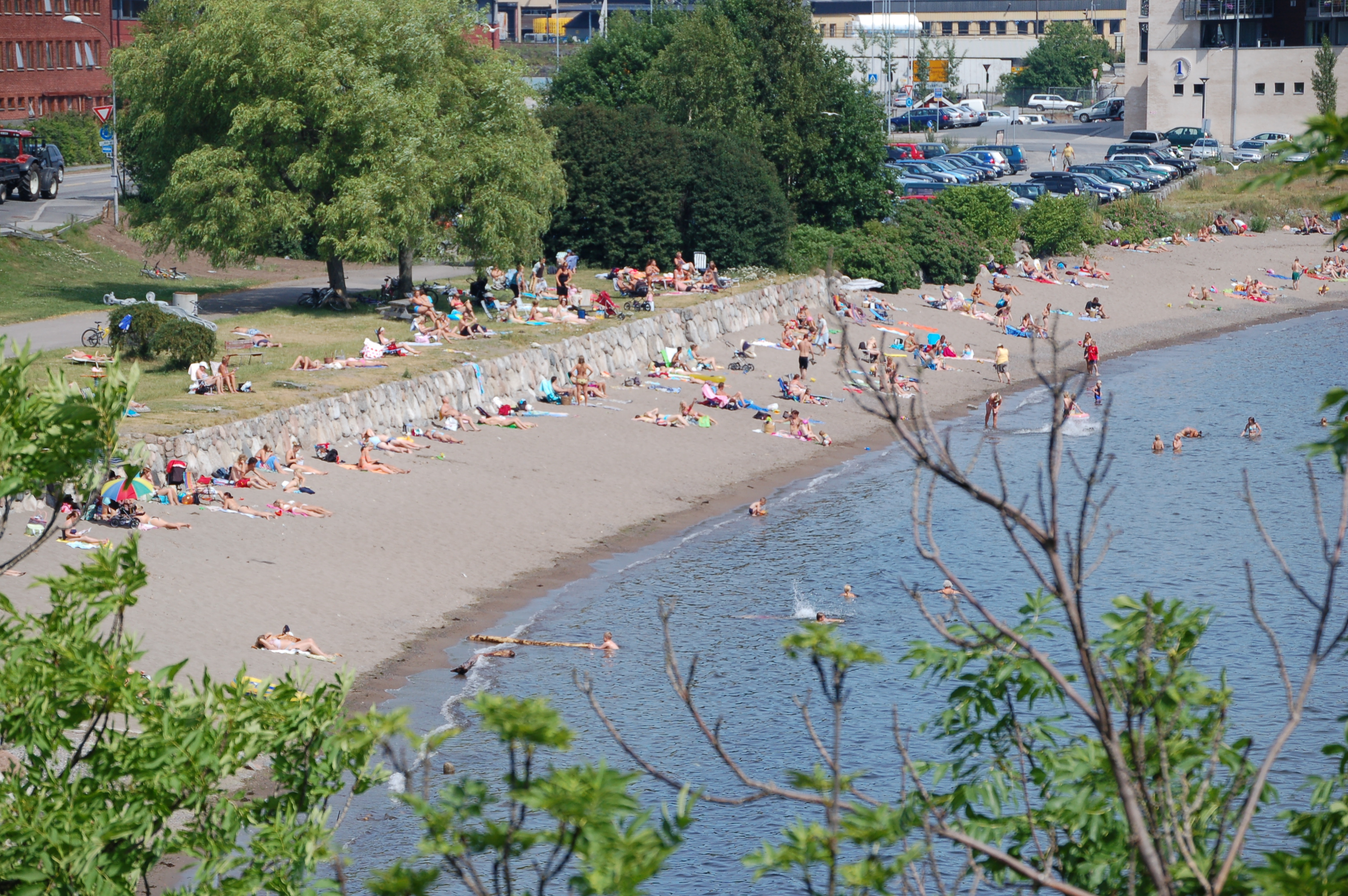
Batteristranda, 2006, innan hotellet Farris Bad byggdes
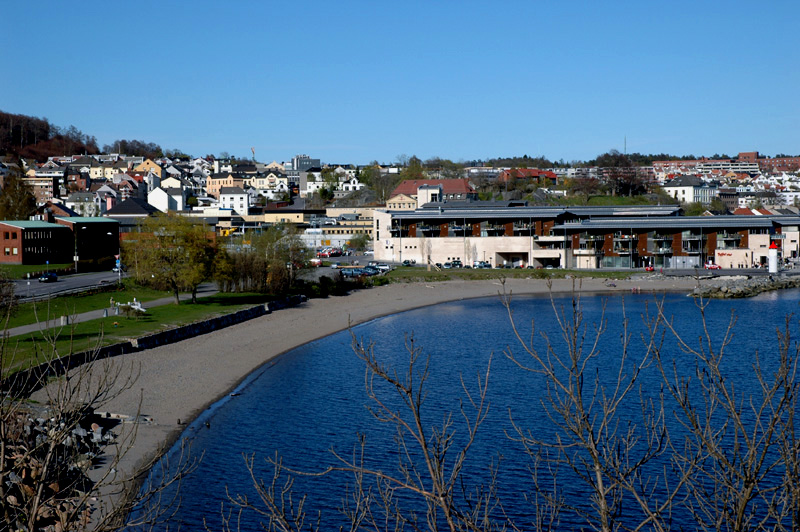
Batteristranda sedd mot Fritzøe Brygge och Farris Bad, 2007
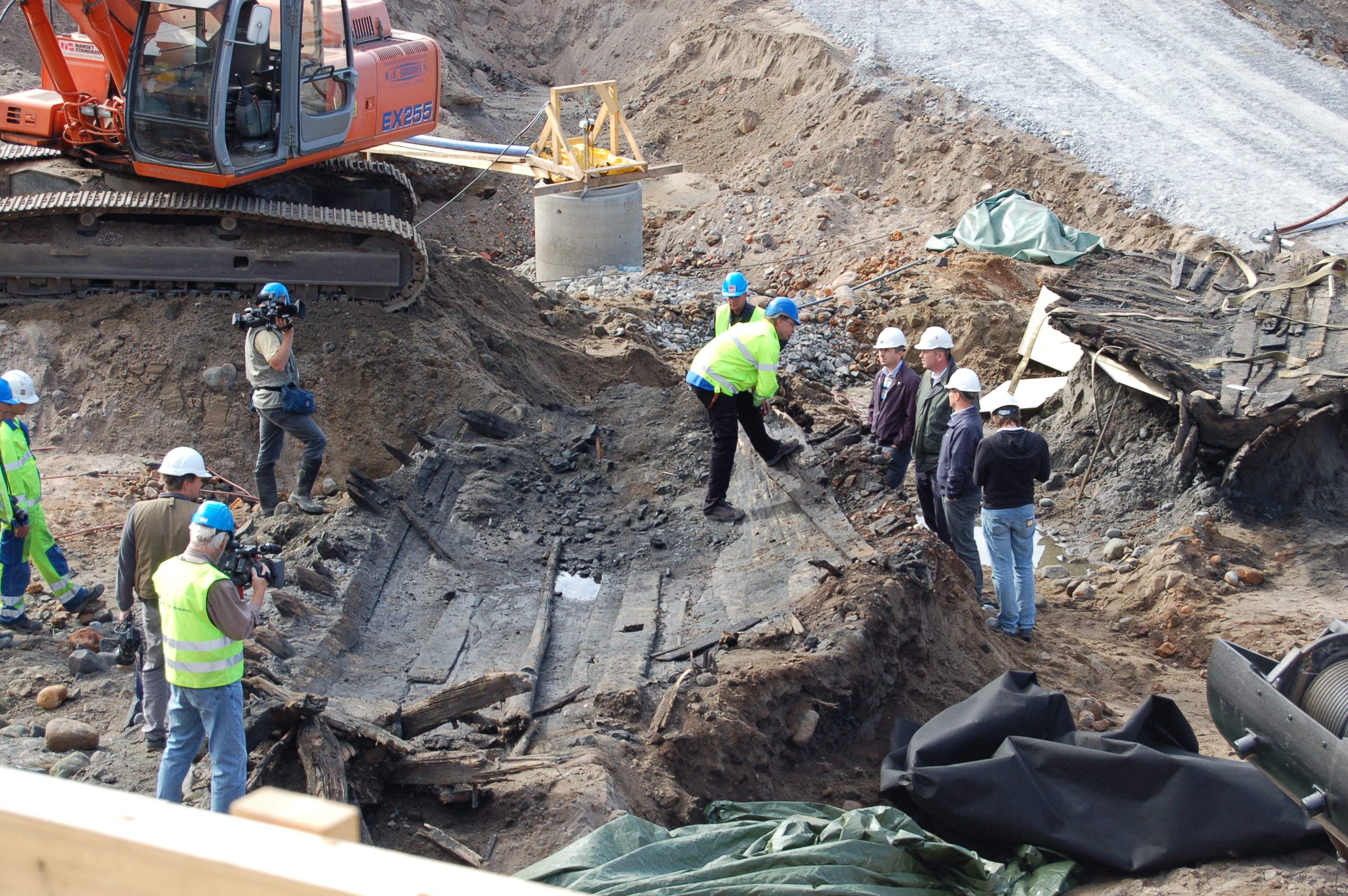
Skeppsvrak dök upp på hotelltomten under byggarbeten, 2007
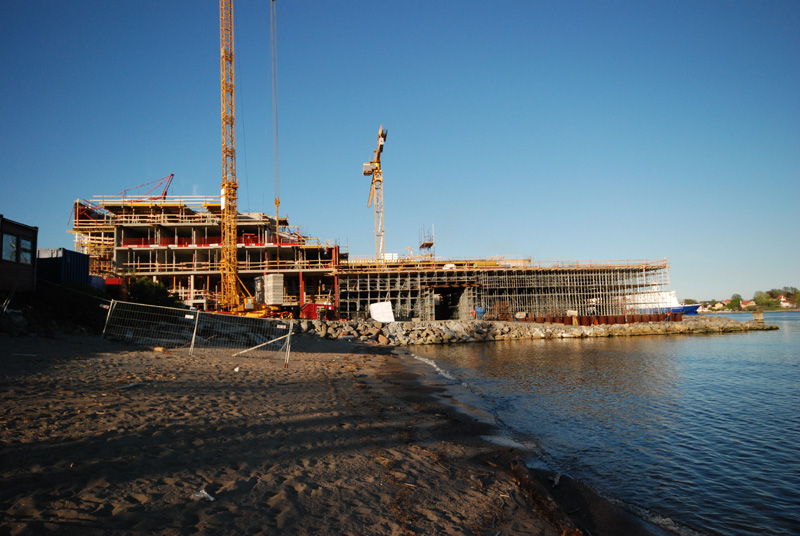
Farris Bad sett från Batteristranda, 2008